# Fältkok

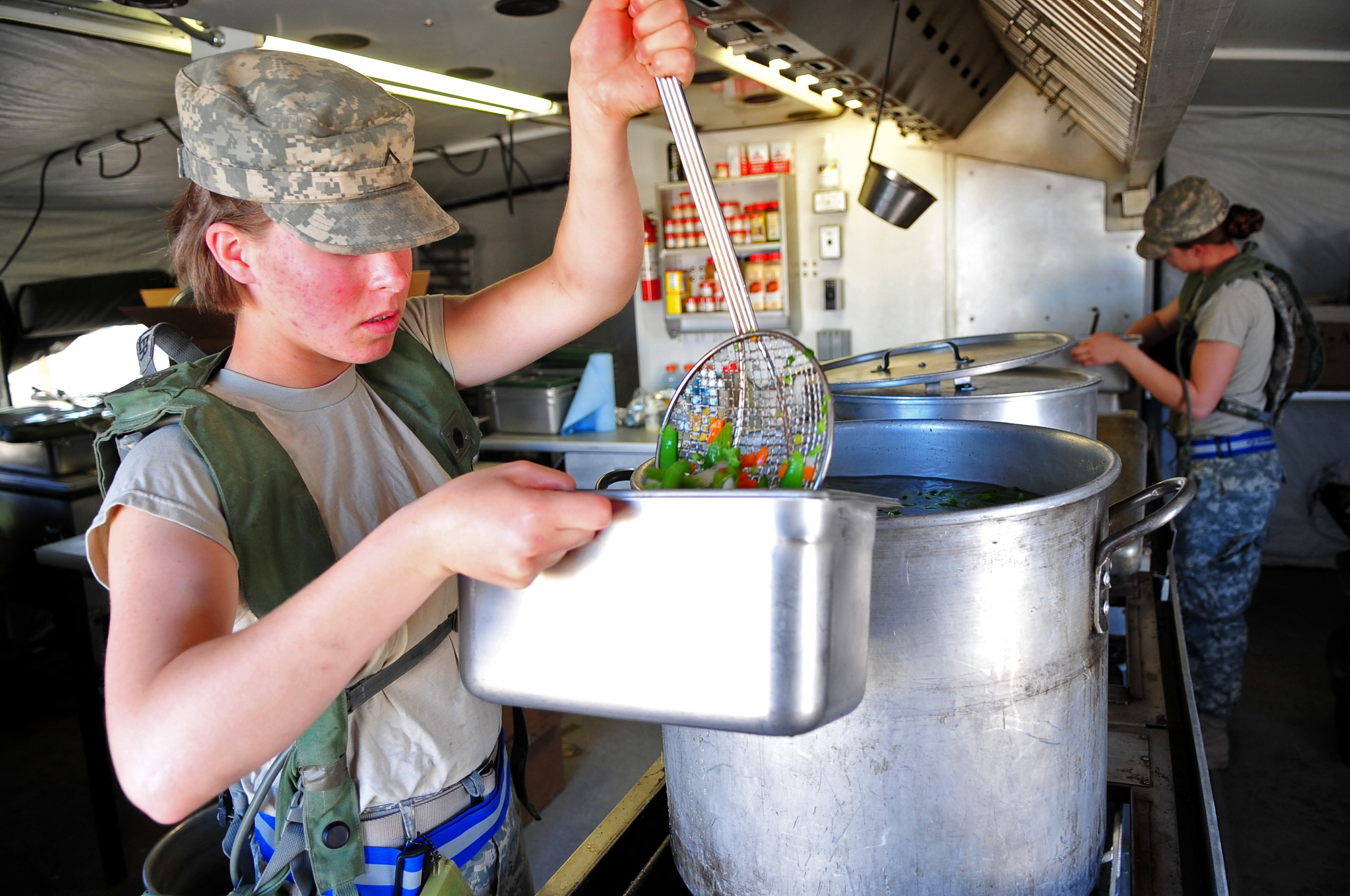
Soldater i en amerikansk kokgrupp lagar mat i ett fältkok 2009.

Fältkok eller fältkök är en mobil anläggning för matlagning i fält. Fältkok används främst av militära förband, men även av civilförsvarsorganisationer och vid stora evenemang. Syftet är att tillhandahålla lagad mat i områden där befintlig infrastruktur saknas eller inte kan användas, till exempel i krigszoner eller i katastrofområden. 
Moderna fältkok kan drivas såväl med fasta bränslen (ved) som flytande eller gasformiga bränslen (dieselolja, gasol, fotogen, gas). Fältkoken, som i sin enklaste form fortfarande kan bestå av släpkärror, kan också vara fordonsburna och även vara utformade som containerbaserade lösningar för utspisning av större förband. Större fältkok har vanligen ugnar, stekbord, ångkittlar och varmhållningssystem samt vatten- och avloppssystem.

## Användning i olika länder

### Tyskland

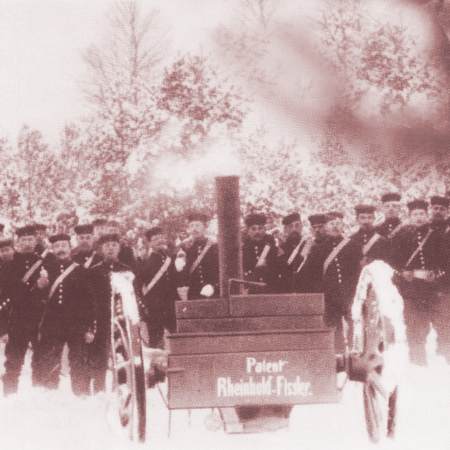
Fältkok från Fissler, 1892.

År 1892 uppfann Karl Rudolf Fissler från företaget Fissler i Idar-Oberstein ett enaxligt, hästdragen kokvagn som fick smeknamnet Gulaschkanone, (gulaschkanon), eftersom dess skorsten, då kokvagnen var iordningställt för transport, liknade kanonröret på en artilleripjäs. 
Denna variant av fältkoket var den första i sitt slag och konstruktionen spreds snabbt till många länder. Hittills hade fältkoken ofta byggts om från äldre fordon som inte var särskilt anpassade för ändamålet. Fisslers konstruktion var inte bara ett specialbyggt fordon för sitt ändamål, utan medförde även att matlagningen gick snabbare, förenklades och att maten till och med kunde hållas varm även under transport. Vagnen blev snabbt populär bland manskapet och var ett viktigt inslag under såväl strid som stridspaus eller återhämtning. 
Bundeswehr använder sig av fältkokmodellen TFK 250 (Taktische Feldküche 250/Tactical Field Kitchen 250) från Kärcher och som kan utspisa upp till 250 man. Den tyska civilförsvarsorganisationen Technisches Hilfswerk, THW, använder sig av företaget Process modeller 57/4 och 57/5, som gradvis ersätts av Kärcher MFK 2/96.

### Finland

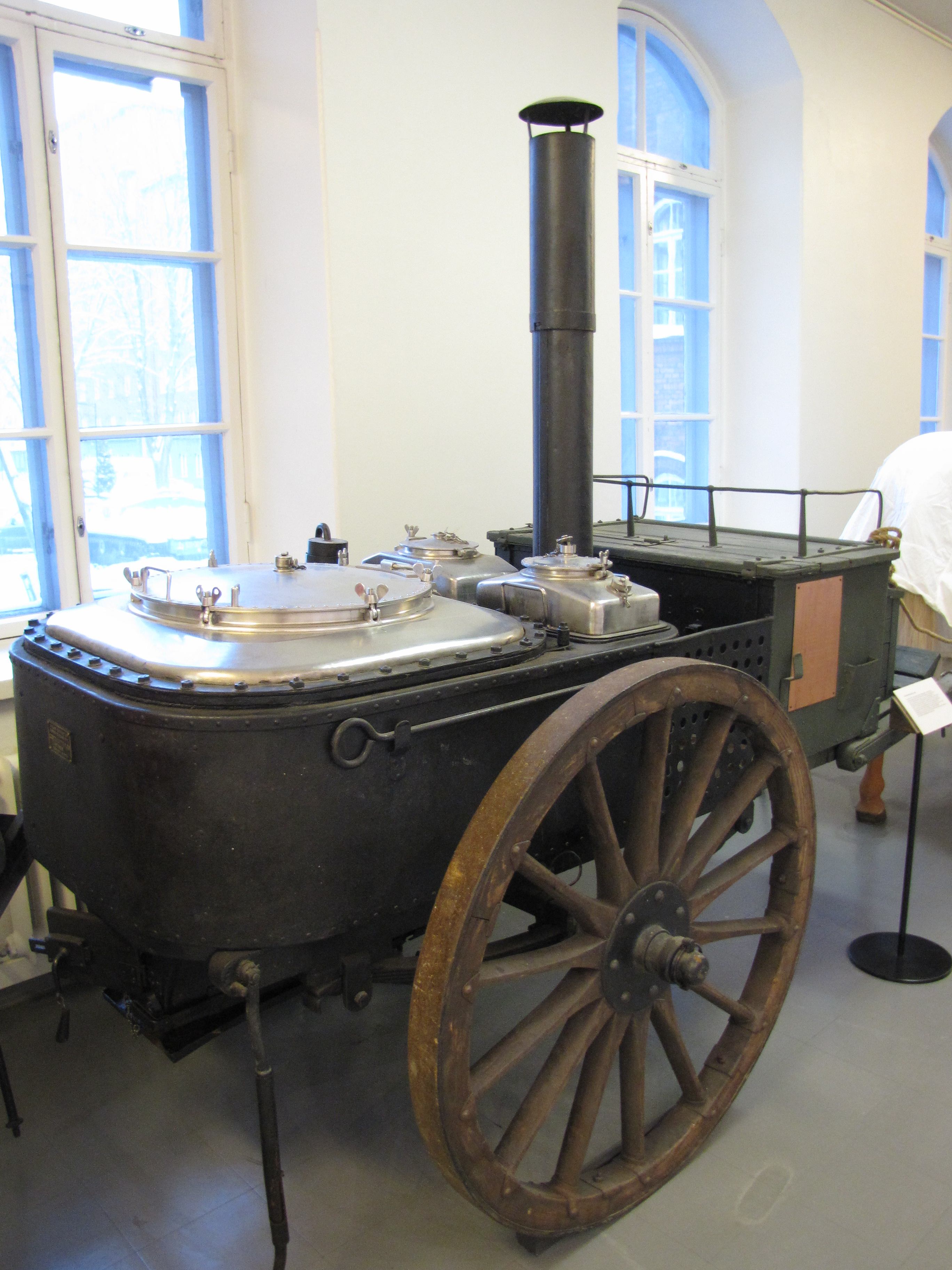
Finskt fältkok m/29.

Det finska fältkoket, populärt kallat "soppkanon", används ofta också civilt, såsom vid stora evenemang. Fältkoket som utvecklats till de moderna versionerna togs fram 1929 och visade sig mycket funktionssäkert och hållbart. Det drogs av hästar och eldades med ved, som fanns tillgänglig i närmast obegränsad mängd i de flesta områden. Modellen har senare anpassats till att dras av motorfordon.
Moderna versioner (m/85 och m/96) använder brännolja eller diesel och har generator för elproduktion, så att man kan använda elektriska köksapparater och lättare utnyttja halvfabrikat från livsmedelsindustrin.

### Storbritannien
Under andra världskriget tog man fram en särskild hyttlastbil, mobile canteen, som anknöt till den samtida experimentet med en tea lady, det vill säga en kvinna som serverade te med tilltugg på arbetsplatserna och därigenom på ett enkelt sätt bidrog till att höja moralen och produktiviteten. Detta fordon, som fungerade mer som ett mobilt café än ett egentligt fältkok, blev snabbt populärt och användes i landets hela krigsorganisation.

### Sverige
Svenska fältkok finns i olika former, såväl som släpfordon för traktor (koktraktorkärra 111 och 112.), lastbil och bandvagn, som burna på lastbil, ofta en Scania L50 eller som containerlösningar, de sistnämnda vanligen insatta vid operationer i utlandet. En vanligt förekommande bestyckning  för mindre fältkok är, förutom kringutrustning som beredningsbord, husgeråd och liknande, kokspis 102 och lågtryckspanna 101. Kokspisen kan antingen utrustas med ett stekbord eller med två kokkittlar om 35 liter/st. Det finns även en särskild lagg för framställning av pannkakor. Till lågtryckspannan ansluts upp till 3 tryckkokskittlar om 35 liter/st. Både kokspisen och lågtryckspannan kan eldas med ved eller drivas med oljebrännare.
Fältkoken skapades främst under 1970- och 1980-talen och ersatte då gammal materiel från andra världskriget och framåt. I organisationen fanns, förutom kokgrupper på kompaninivå, även bageriplutoner och slakteriplutoner. Dessa försvann under 1990-talet då Försvarsmakten reducerades och ersattes så småningom helt med portionsförpackad, frystorkad mat. I takt med den förändrade omvärldsbilden  och den ökande hotbilden under 2010-talet inledde Försvarets materielverk på nytt arbete med att skapa fältförplägnadsfunktionen. Bland annat förnyades koktraktorkärra 111 och 112. Med början år 2024 överlämnade FMV en ny kokkärra, kokkärra 24, till Försvarsmakten. Kärran , tillverkad av franska SERT Life Support, har en kapacitet om upp till 500 personer per dag. Skillnaden mellan koktraktorkärra 112 och 113 och kokkärra 24 är bland annat att den senare har en varmluftsugn samt helautomatiska dieselbrännare.

### USA

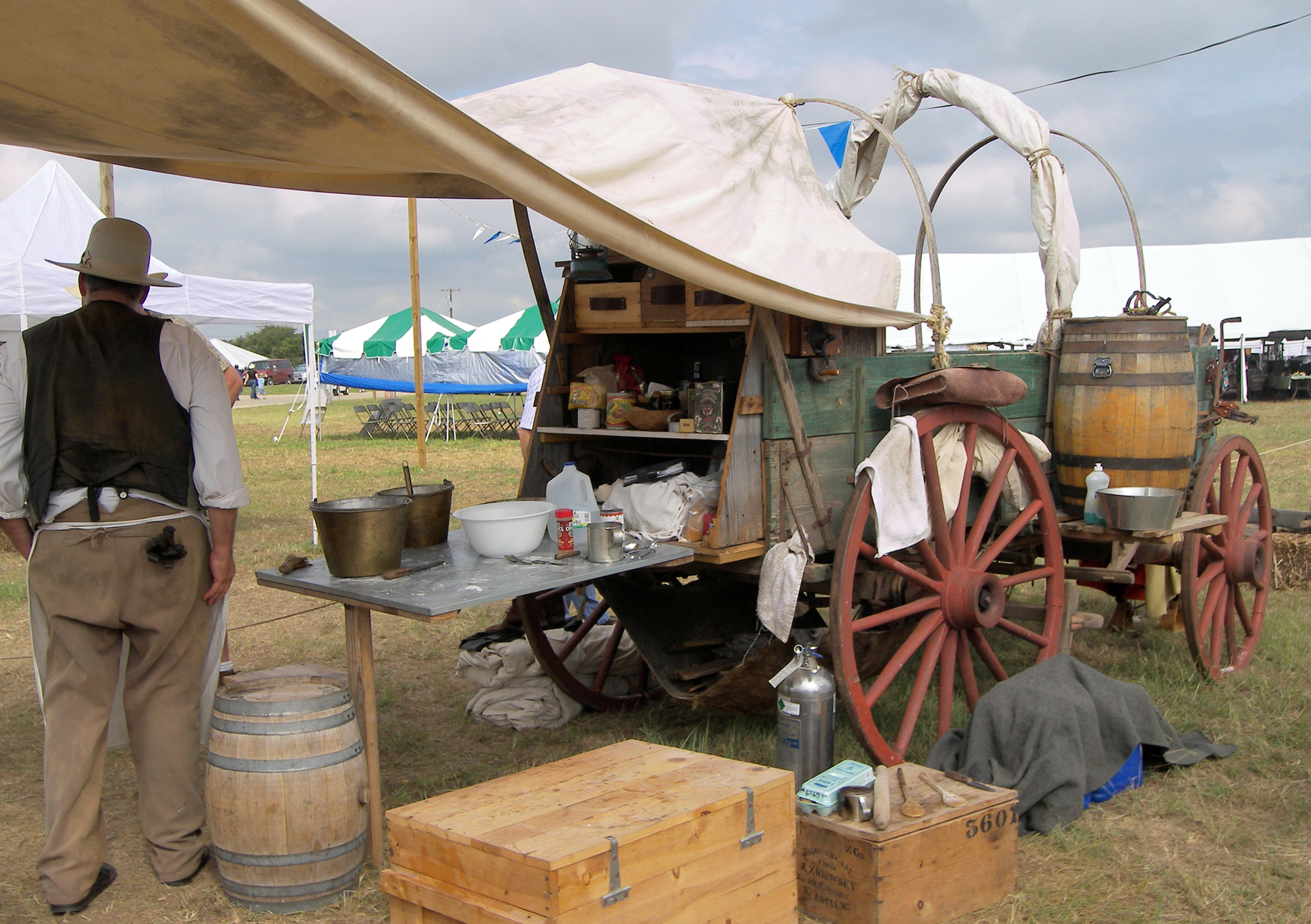
En modern rekonstruktion av en chuckwagon.

De första fältkoken medfördes av militära trossförband, men det finns även exempel på civila tillämpningar, till exempel i 1800-talets amerikanska vagntåg, då man kunde medföra en chuckwagon. Efter det amerikanska inbördeskriget tilltog kolonisationen av västra Amerika snabbt. Expansionen medförde en ökande marknad för nötkött, särskilt i Texas. Uppfinningsrika boskapsägare behövde förflytta sina djur till områden utan järnväg, något som medförde förflyttningar som kunde ta flera månader.  Det uppstod därmed ett behov av att kunna tillgodose boskapsfösarna med mat och dryck, och som ett svar på detta uppfanns ett särskilt fältkok som kallades chuckwagon. Ursprunget tillskrivs Charles Goodnight, boskapsägare och viktig för utvecklingen av Texasregionen Texas Panhandle. År 1866 insåg han hur svårt det var att få lagad mat under boskapsförflyttningar. Han byggde om en hästdragen kärra som tidigare  tillhört armén och försåg den med hyllor och lådor. Vagnen utrustades med porslin, bestick, torrvaror, kryddor, köksredskap och apoteksartiklar som till exempel ricinolja och kinin. Tyngre köksgeråd som grytor och stekpannor placerades på de lägre hyllorna medan matvarorna förvarades i vagnens lådor. Matvarorna bestod av torkade bönor, kaffe, majsmjöl och andra lättlagrade råvaror. Det fanns ingen färsk frukt, grönsaker eller ägg och det enda färska köttet kom från djur som slaktats i det fall det inte kunde fullfölja förflyttningen. Det kött som fanns att tillgå var rökt bacon, nedsaltat fläskkött och vanligen torkat, saltat eller rökt nötkött. Vagnen var också försedd med en vattentunna samt tändredskap för att göra upp eld.

## Ordval
I svenska språket används både 'fältkok' och 'fältkök' med samma betydelse. Det förstnämnda ordet är vanligare inom militär terminologi, medan det sistnämnda används flitigt av allmänna ordböcker och inom massmedia. Stavning 'fältkök' kan jämföras med namn för annan sorts portabel köksutrustning (fotogenkök, spritkök, gasolkök, primuskök och campingkök).

## Bildgalleri

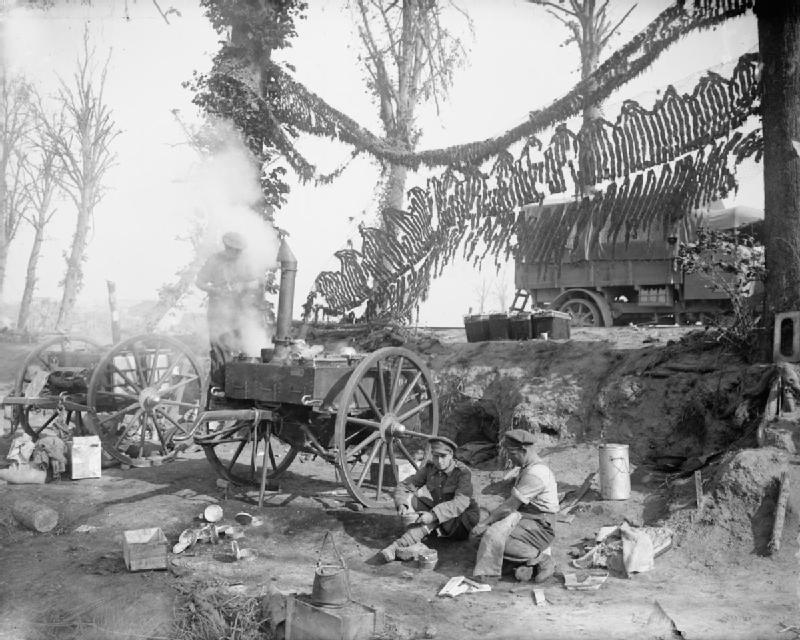
Engelskt fältkok vid Ypern under första världskriget.
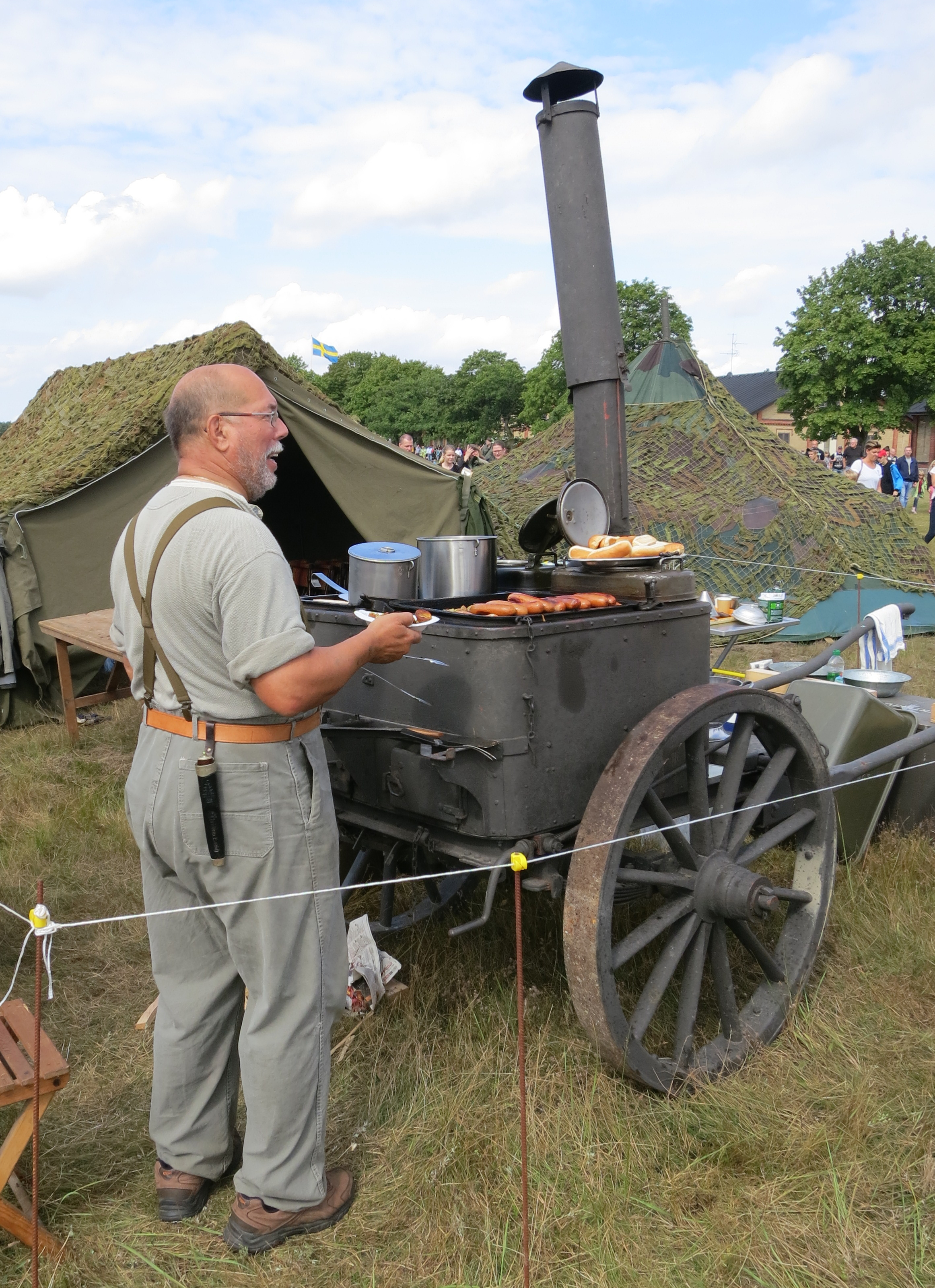
Svensk kokvagn från andra världskriget.
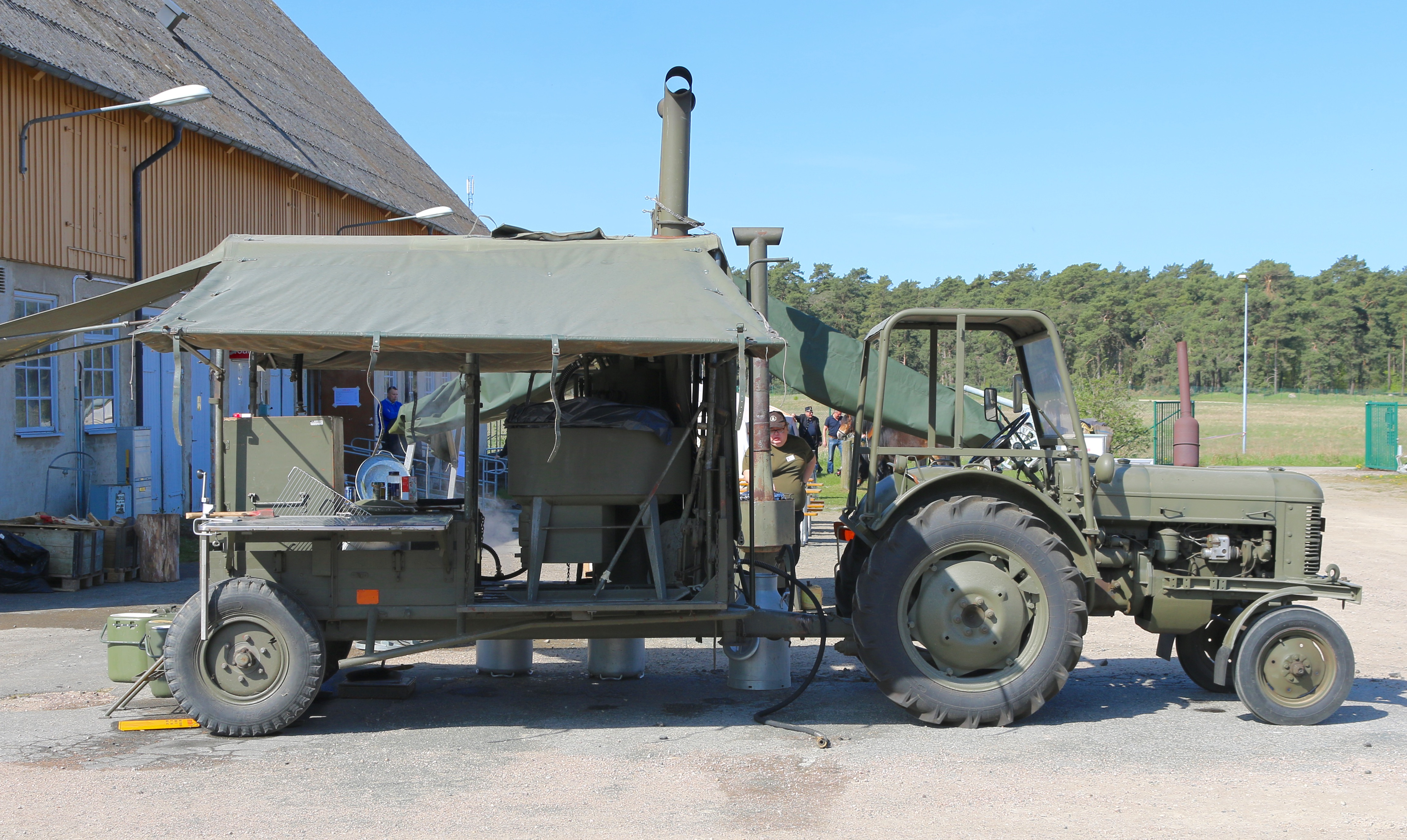
Svensk traktorkokkärra 111/112.
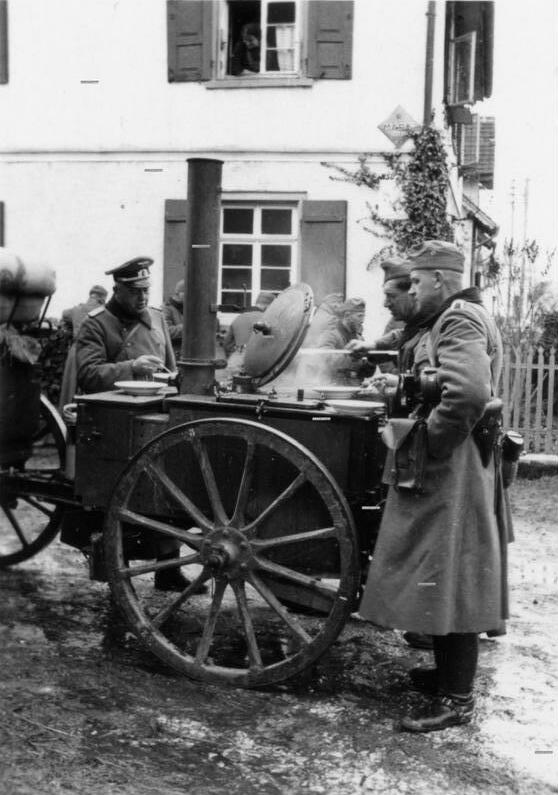
Tysk kokvagn i mars 1940.
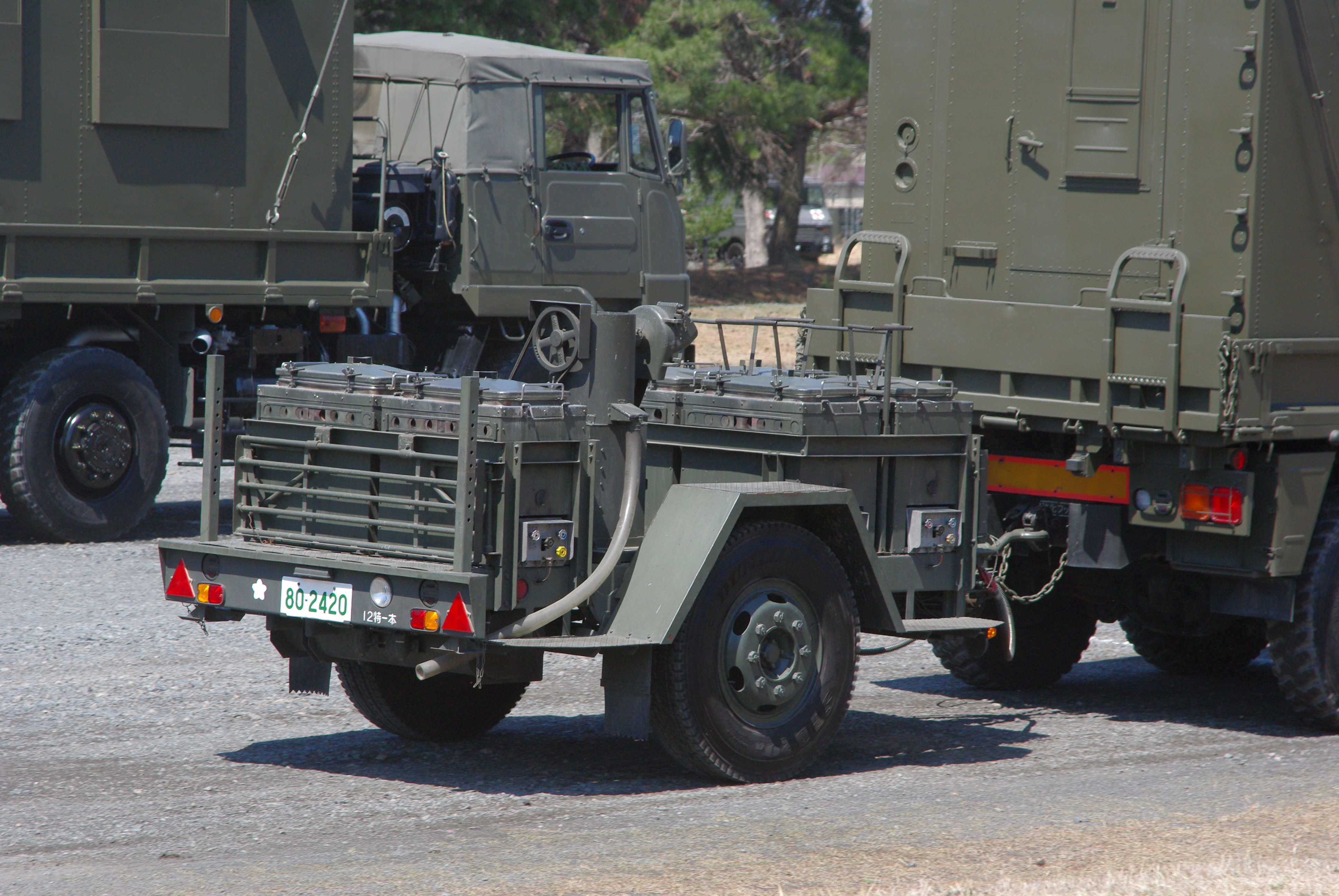
Modernt japanskt fältkok.
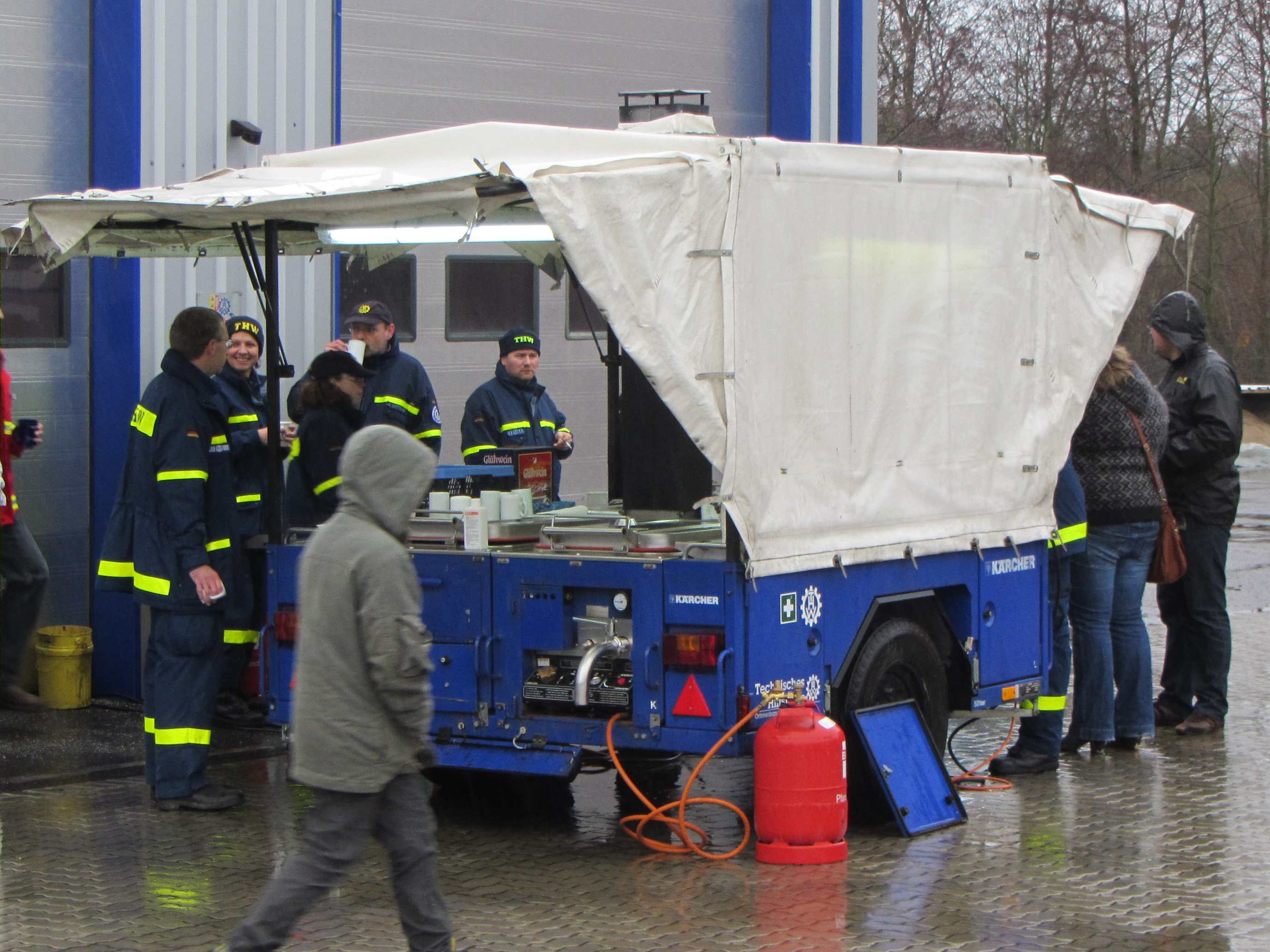
Modernt fältkok tillhörigt tyska Technisches Hilfswerk.
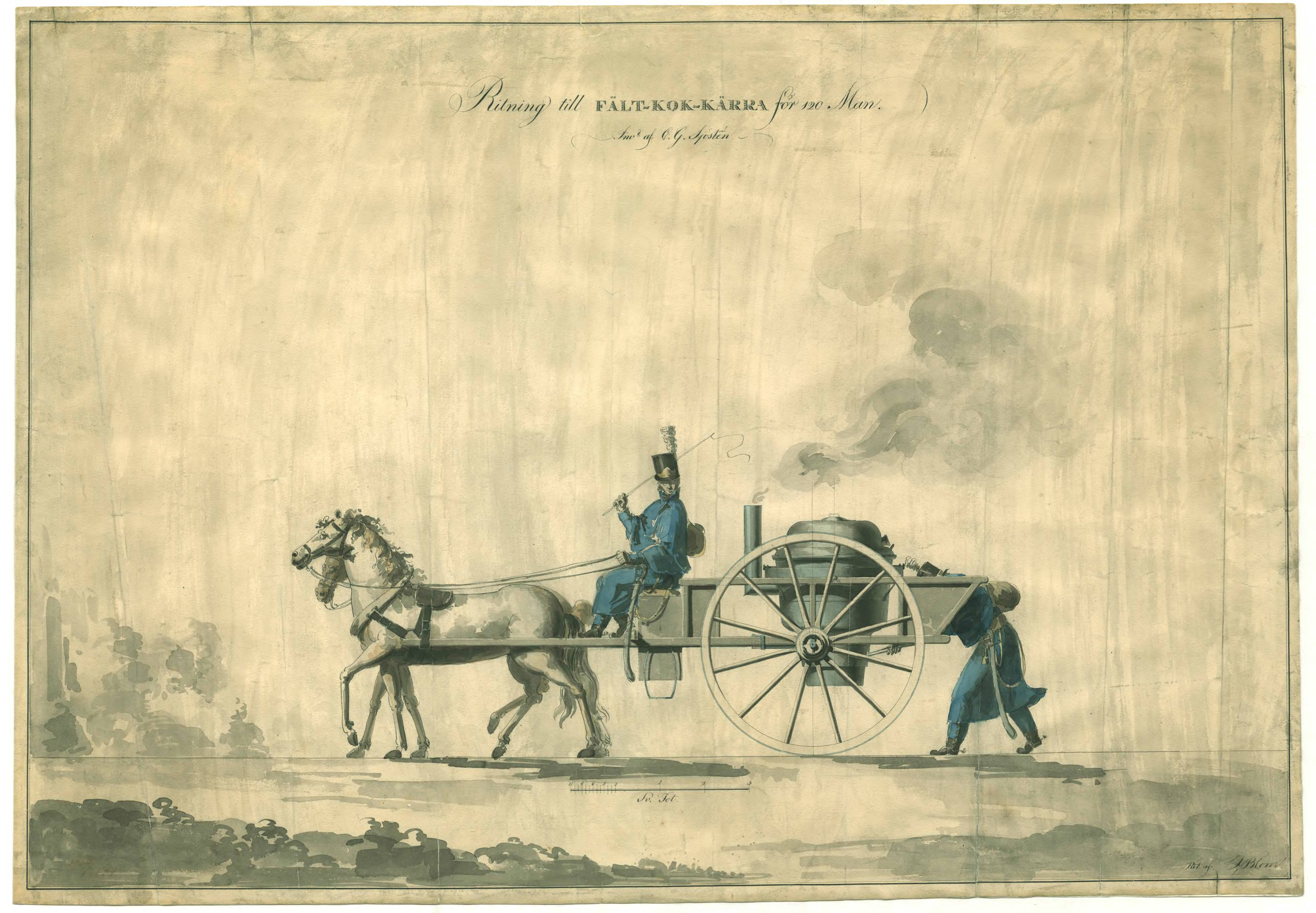
Ritning till svensk fältkokkärra för 120 man från 1809.